# Stor-Kvistersviken
Stor-Kvistersviken är en sjö i Umeå kommun i Västerbotten och ingår i Dalkarlsån-Sävaråns kustområde. Sjön har en area på 0,0454 kvadratkilometer och ligger 5,8 meter över havet.

## Delavrinningsområde
Stor-Kvistersviken ingår i det delavrinningsområde (708141-175149) som SMHI kallar för Rinner till N n Kvarkens kustvatten. Medelhöjden är 5 meter över havet och ytan är 27,83 kvadratkilometer. Det finns inga avrinningsområden uppströms utan avrinningsområdet är högsta punkten. Avrinningsområdets utflöde mynnar i havet, utan att ha någon enskild mynningsplats.